# 褐毛灰木
褐毛灰木（学名：Symplocos trichoclada）为灰木科灰木屬下的一个种。

## 扩展阅读
- 維基物種上的相關：褐毛灰木